# Cantó d'Olmeto
El cantó d'Olmeto és una antigua divisió administrativa francesa situat al departament de Còrsega del Sud i la regió de Còrsega. Va desaparèixer el 2015.

## Geografia
El cantó s'organitza al voltant d'Olmeto dins el districte de Sartène. la seva altitud varia entre 0 m i 1.055 m (Olmeto).

## Administració
| Període   | Identitat                | Partit | Qualitat             |
| --------- | ------------------------ | ------ | -------------------- |
| 2001-2010 | Pierre-Marie Bartoli     | PRG    | alcalde de Propriano |
| 2010-2015 | José-Pierre Mozziconacci | DVG    |                      |

## Composició
| Nom                    | Població | Codi Postal | Codi Insee |
| ---------------------- | -------- | ----------- | ---------- |
| Arbellara              | 111      | 20110       | 2A018      |
| Fozzano                | 195      | 20143       | 2A118      |
| Olmeto                 | 1 115    | 20113       | 2A189      |
| Propriano              | 3 166    | 20110       | 2A249      |
| Santa-Maria-Figaniella | 72       | 20143       | 2A310      |
| Viggianello            | 417      | 20110       | 2A349      |

## Demografia
| 1962  | 1968  | 1975  | 1982  | 1990  | 1999  | 2012  |
| ----- | ----- | ----- | ----- | ----- | ----- | ----- |
| 2.724 | 3.143 | 4.335 | 4.437 | 4.931 | 5.076 | 5.940 |